# 하카타 리버레인

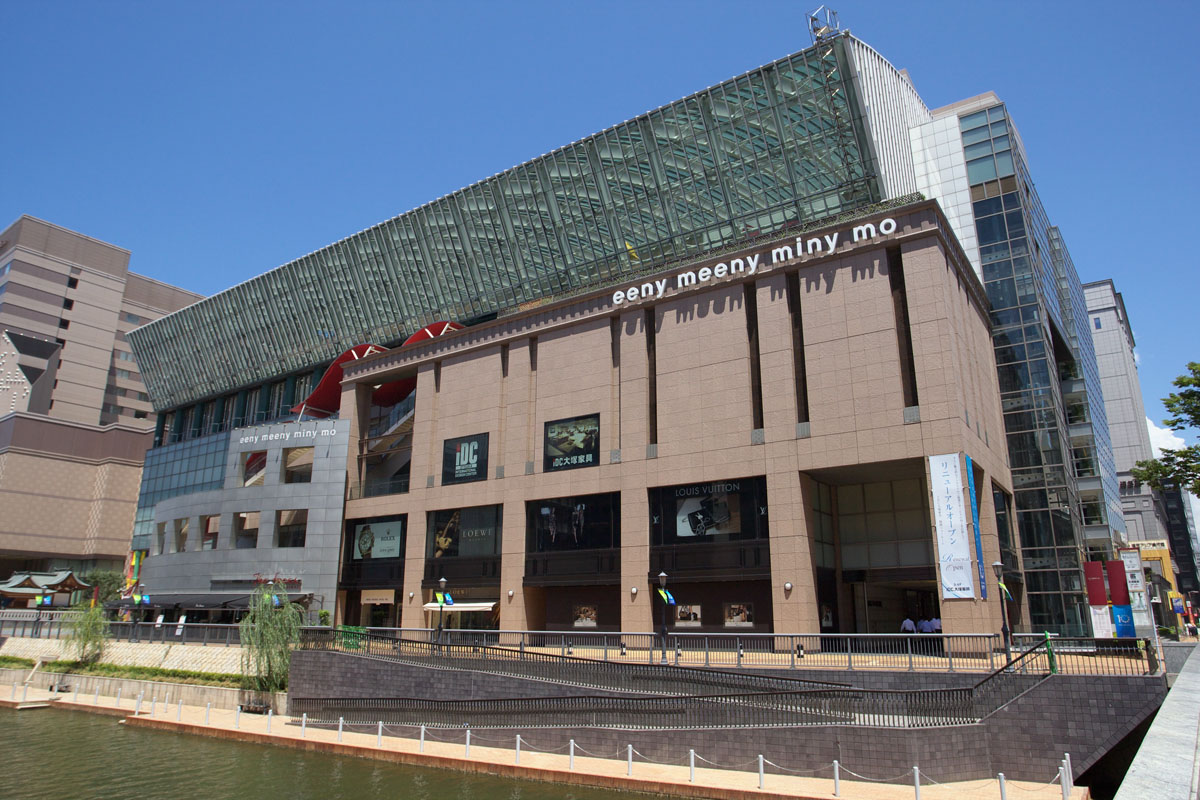
하카타 리버레인

하카타 리버레인(博多リバレイン)은 일본 후쿠오카현 후쿠오카시 하카타구의 상업시설이다. 초 3동의 건물로 이루어져 있으며, 중심이 되는 건물은 이니미니마니모라고 하며, 이 건물에는 지미 추, 디젤, 보테가베네타, 루이비통 등의 고급 브랜드가 있다. 7~8층에는 후쿠오카 아시아 미술관이 있다.